# ASC Trarza Nadi
ASC Trarza Nadi ist ein mauretanischer Fußballverein aus Rosso, einer Stadt in der Trarza Region. Zu den größten Erfolgen gehören der Meistertitel im Jahr 1999 und zwei Pokalsiege im Jahr 1982 und 1984. In der Saison 2013/14 stieg der Verein in die zweite Liga ab und konnte seitdem auch nicht mehr aufsteigen. Früher nannte sich der Verein SDPA Trarza FC. Neben Fußball unterhält der Verein auch Mannschaften in Basketball und im Volleyball.

## Erfolge
- Meisterschaften: 1

1999
- Pokal: 2

1982, 1984

## Statistik in den CAF-Wettbewerben
| Wettbewerb                    | Runde    | Gegner            | Hinspiel | Rückspiel |
| ----------------------------- | -------- | ----------------- | -------- | --------- |
| African Cup Winners’ Cup 1983 | 1. Runde | JHD Algiers       | 0:0 (H)  | 1:8 (A)   |
| African Cup Winners’ Cup 1985 | Vorrunde | RC Bobo-Dioulasso | n.a.     | n.a.      |
| African Cup Winners’ Cup 1985 | 1. Runde | Al-Nasr SC        | 1:1 (H)  | 0:2 (A)   |

- 1985: Der Verein RC Bobo-Dioulasso verzichtete nach der Auslosung auf die Teilnahme.